# نابودگر (فیلم ۱۹۸۰)
نابودگر (به انگلیسی: The Exterminator) یک فیلم انتقام‌جویانه و اکشن آمریکایی محصول سال ۱۹۸۰ به نویسندگی و کارگردانی جیمز گلیکنهاوس است. رابرت گینتی در نقش جان ایستلند کهنه سرباز جنگ ویتنام که با نام «نابودگر» نیز شناخته می‌شود، بازی می‌کند. هنگامی که گروهی از اراذل و اوباش دوست او را فلج می‌کنند، ایستلند به یک انتقام‌جو تبدیل می‌شود و مأموریتی را برای پاکسازی نیویورک از جنایات سازمان یافته آغاز می‌کند. در این فیلم سامانتا اگار، کریستوفر جرج و استیو جیمز نیز ایفای نقش می‌کنند. از زمان انتشارش طرفداران زیادی پیدا کرده‌است.

## داستان
بهترین دوست «جان» در خیابان‌های نیویورک کشته می‌شود. بعد از اینکه ماجرا او تبدیل به قاتلی شورشی می‌شود و نیویورک را به خاک و خون می‌کشد.

## تولید
برای صحنه سر بریدن از آدمکی استفاده شد که توسط استن وینستون ساخته شده‌بود. کارگردان جیمز گلیکنهاوس معتقد است که این ساختن در همه نماها استفاده شده‌است، زیرا بسیار واقع گرایانه بود. صحنه‌هایی در یک خانه تن‌فروشی غیرقانونی در خیابان ۴۲ فیلمبرداری شد که به تازگی توسط پلیس بسته شده بود. گلیکن‌هاوس اجازه فیلمبرداری در آنجا را گرفت.

## دنباله
قسمت دوم در سال ۱۹۸۴ با عنوان نابودگر ۲ منتشر شد که در باکس آفیس شکست خورد، و در سال ۲۰۲۲ یک فیلم کوتاهی به همین نام منتشر شد.